# Sourzac
Sourzac is een gemeente in het Franse departement Dordogne (regio Nouvelle-Aquitaine). De plaats maakt deel uit van het arrondissement Périgueux. Sourzac telde op 1 januari 2022 1.127 inwoners.
De kerk Saint-Pierre-et-Saint-Paul werd gebouwd tussen de 12e en de 15e eeuw op een rots boven de Isle. De kerk heeft romaanse en gotisch elementen. In de rots, onder de kerk, bevindt zich de grot van Gabillou. Hier werden meer dan 200 paleolithische rotstekeningen gevonden. In de voormalige pastorie van Sourzac zijn reproducties van deze rotstekeningen tentoongesteld.

## Geografie
De oppervlakte van Sourzac bedraagt 23,37 km², de bevolkingsdichtheid is 47 inwoners per km² (per 1 januari 2019). Door de gemeente stroomt de Isle.
De onderstaande kaart toont de ligging van Sourzac met de belangrijkste infrastructuur en aangrenzende gemeenten.

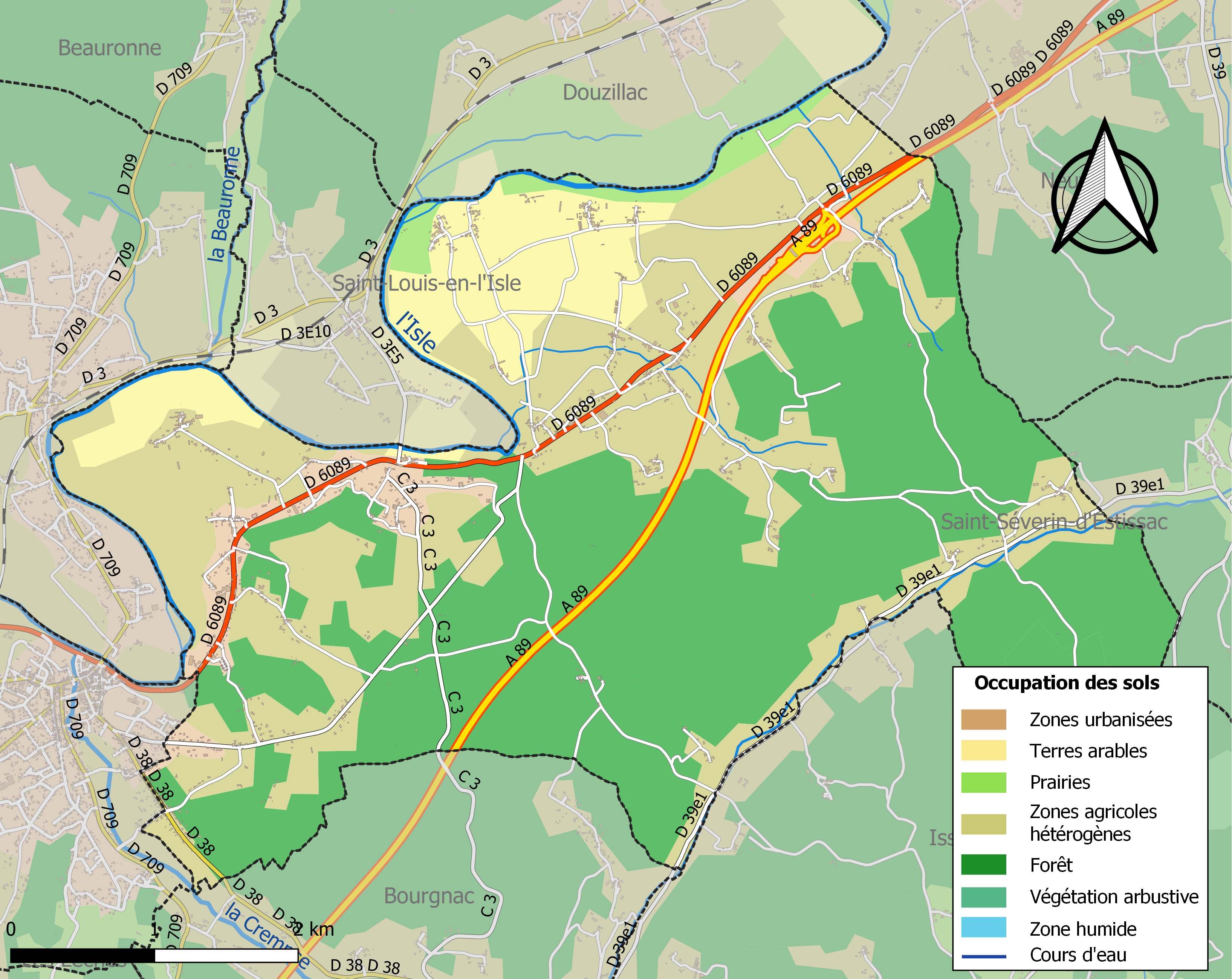

## Demografie
Onderstaande figuur toont het verloop van het inwonertal (bron: INSEE-tellingen).